# Northern Ireland Open (snooker)
Het Northern Ireland Open is een professioneel snookertoernooi. Het werd voor het eerst gehouden in november 2016 en is een van de rankingtoernooien. De eerste editie werd gewonnen door Mark King.

Dit toernooi vormt samen met de Welsh Open, het English Open en het Scottish Open de Home Nations Series.

## Winnaars
| Jaar | Winnaar       | Verliezend finalist | Score | Seizoen   |
| ---- | ------------- | ------------------- | ----- | --------- |
| 2016 | Mark King     | Barry Hawkins       | 9-8   | 2016/2017 |
| 2017 | Mark Williams | Yan Bingtao         | 9-8   | 2017/2018 |
| 2018 | Judd Trump    | Ronnie O'Sullivan   | 9-7   | 2018/2019 |
| 2019 | Judd Trump    | Ronnie O'Sullivan   | 9-7   | 2019/2020 |
| 2020 | Judd Trump    | Ronnie O'Sullivan   | 9-7   | 2020/2021 |
| 2021 | Mark Allen    | John Higgins        | 9-8   | 2021/2022 |
| 2022 | Mark Allen    | Zhou Yuelong        | 9-4   | 2022/2023 |
| 2023 | Judd Trump    | Chris Wakelin       | 9-3   | 2023/2024 |
| 2024 | Kyren Wilson  | Judd Trump          | 9-3   | 2024/2025 |